# Villebadin
Villebadin is een plaats en voormalige gemeente in het Franse departement Orne in de regio Normandië en telt 133 inwoners (1999). De plaats maakt deel uit van het arrondissement Argentan.

## Geschiedenis
Villebadin is op 1 januari 2017 gefuseerd met de gemeenten Aubry-en-Exmes, Avernes-sous-Exmes, Le Bourg-Saint-Léonard, Chambois, La Cochère, Courménil, Exmes, Fel, Omméel, Saint-Pierre-la-Rivière, Silly-en-Gouffern, Survie en Urou-et-Crennes tot de gemeente Gouffern en Auge.  

## Geografie
De oppervlakte van Villebadin bedraagt 13,3 km², de bevolkingsdichtheid is 10,0 inwoners per km².
De onderstaande kaart toont de ligging van Villebadin met de belangrijkste infrastructuur en aangrenzende gemeenten.

## Demografie
Onderstaande figuur toont het verloop van het inwonertal (bron: INSEE-tellingen).
Aubry-en-Exmes · Avernes-sous-Exmes · Le Bourg-Saint-Léonard · Chambois · La Cochère  · Courménil · Crennes · Exmes · Fel · Omméel · Saint-Pierre-la-Rivière · Silly-en-Gouffern · Survie · Urou · Villebadin